# Visbuurt (Noardeast-Fryslân)
Visbuurt (Fries: Fiskbuorren) is een gehucht in de gemeente Noardeast-Fryslân, in de Nederlandse provincie Friesland. Visbuurt ten noordwesten van Ternaard, aan de Fiskbuorren. Ten noorden van Visbuurt ligt een eendenkooi. Visbuurt heeft kenmerken van een klein dorp, hoewel een kerk of school afwezig is.

## Geschiedenis
Visbuurt is ontstaan aan de Waddenzee, als nederzetting (buurt) waar vissers woonde. De oudste vermelding is zover bekend in 1511 toen het werd vermeld als Fesckbueren en Vischburen. In 1590 werd het buitendijkse gebied bedijkt en kwam de plaats wat meer landinwaarts te liggen. In 1664 werd de plaats vermeld als Vischbuurt en rond 1700 als Vischbuyrt.
Visbuurt lag tot de gemeentelijke herindeling van 1984 in de gemeente Westdongeradeel. Daarna in Dongeradeel, waarna deze in 2019 opging in Noardeast-Fryslân..

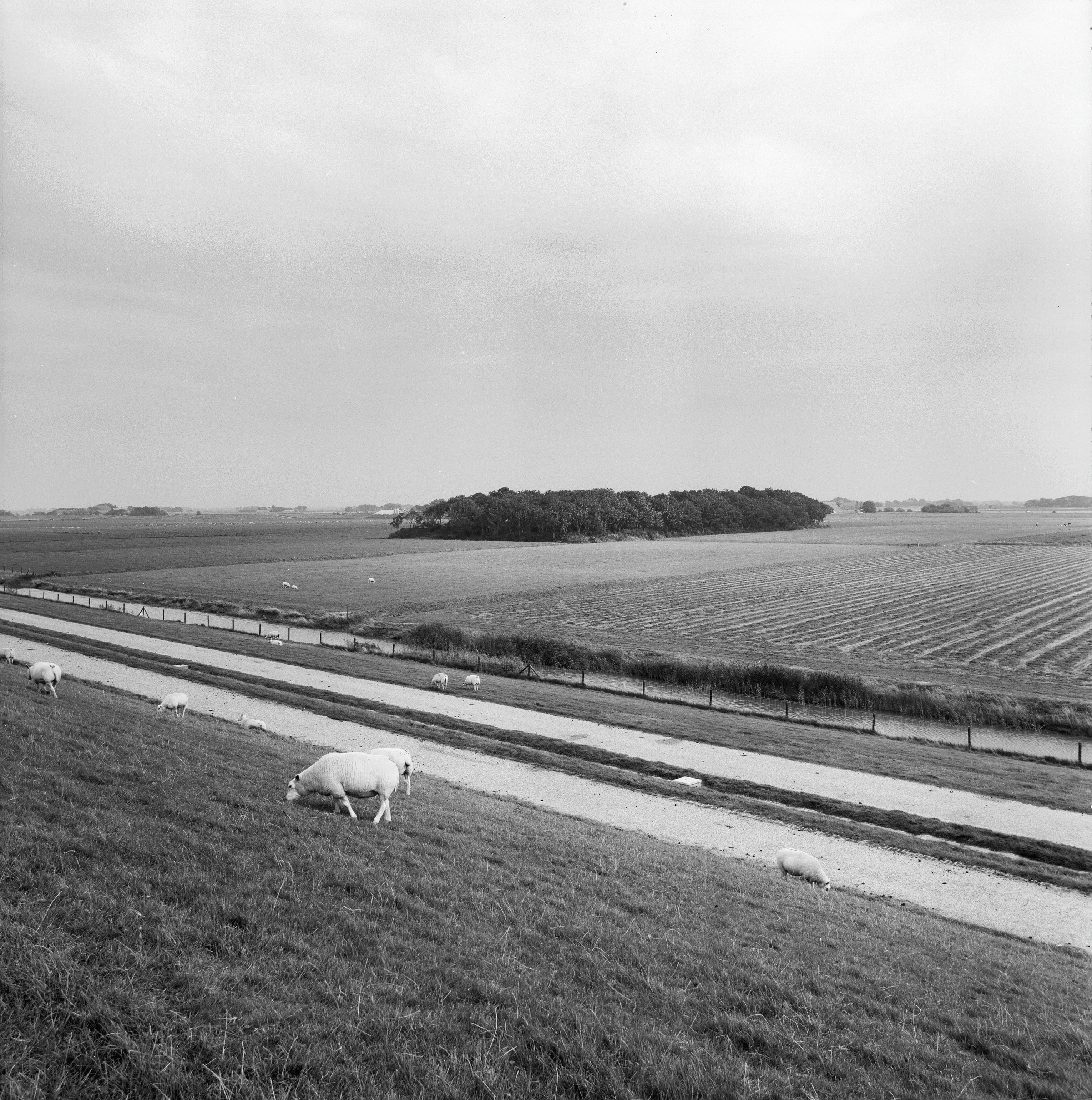
Zicht op de eendenkooi in 1982

Steden, dorpen en gehuchten: Aalsum · Anjum · Augsbuurt · Birdaard · Blija · Bornwird · Brantgum · Burum · Dokkum · Ee · Engwierum · Ferwerd · Foudgum · Genum · Hallum · Hantum · Hantumeruitburen · Hantumhuizen · Hiaure · Hogebeintum · Holwerd · Janum · Jislum · Jouswier · Kollum · Kollumerpomp · Kollumerzwaag · Lichtaard · Lioessens · Marrum · Metslawier · Munnekezijl · Moddergat · Morra · Nes · Niawier · Oosternijkerk · Oostmahorn · Oostrum · Oudwoude · Paesens · Raard · Reitsum · Ternaard · Triemen · Veenklooster · Waaxens · Wanswerd · Warfstermolen · Westergeest · Wetsens · Wierum · Zwagerbosch

Buurtschappen: Abbewier · Bartlehiem (deels) · Beintemahuis · Betterwird · Bollingawier · Bonte Hond · Bornwirdhuizen · Boteburen · Brandeburen · De Dellen · De Keegen · De Kolk · De Leegte · De Rijp · De Wirden · De Schans · Dijkshorne · Dokkumer Nieuwe Zijlen · Drieboerehuizen · Ezumazijl · Groot Medhuizen · Halfweg · Hallumerhoek · Hanenburg · Hantumerhoek · Huis ter Noord · Kettingwier · Klein Medhuizen · Kletterbuurt · Kollumeroudzijl · Krabburen · Laagland · Lutkewier · Molenbuurt · Nieuwland · Oudeterp · Oudwouderzijlen · Reidswal · Scharnehuizen · Stiem · Teerd · Teijeburen · Tergracht (deels) · Ter Lune · Tibma · Tilburen · Tiltjeburen · Vaardeburen · Veldburen · Vijfhuizen (Hallum) · Vijfhuizen (Ternaard) · Visbuurt · Weerdeburen · Westerburen · Westernijkerk · Wie · Wijgeest · Zevenhuizen

Streken: 't Schoor · Galilea · It Paradyske · Lutkelaard · Sibrandahuis · Steenharst · Steenvak · Wildpad (deels) · Zandbulten · Zwagerveen

Friesland: Steden en dorpen      Nederland: Provincies · Gemeenten